# کامینی
کامینی (به ایتالیایی: Camini) یک کومونه در ایتالیا است که در استان رجو کالابریا واقع شده‌است.

## خصوصیات
کامینی ۱۷٫۲ کیلومترمربع مساحت و ۷۵۱ نفر جمعیت دارد.